# Jean Joseph Merle
Pour les articles homonymes, voir Merle (homonymie).
Jean Joseph Merle, né le 11 décembre 1770 à Allauch (Bouches-du-Rhône), mort le 19 novembre 1811 à Valladolid (Espagne), est un militaire français de la Révolution et de l’Empire.

## États de service
Il entre en service le 1er septembre 1792, comme soldat dans le 4e bataillon de volontaires du Var, incorporé dans la 96e demi-brigade de ligne, il devient sergent le 8 septembre, et capitaine à l’élection le 2 février 1793.
De 1792 à l’an VI, il fait les campagnes des armées du Nord, du Rhin, de la Moselle, de Sambre-et-Meuse, et il est blessé à la tête au combat d’Esneux le 18 septembre 1794. Passé à l’armée de l’Ouest en l’an VII, il sert à celle d’Italie en l’an VIII et en l’an IX. 
Le 9 juin 1800, à la bataille de Montebello, il fait 200 prisonniers, alors qu’il n’a avec lui que 20 grenadiers, et a, pendant l’action, le bras droit traversé d’une balle. Il est nommé chef de bataillon le 24 août 1800, et en l’an X, il passe à l’armée du Portugal.
De retour en France au début de l’an XI, le Premier Consul le nomme major du 1er régiment d’infanterie de ligne le 3 novembre 1803. Il est fait chevalier de la Légion d’honneur le 25 mars 1804, et en l’an XIII et XIV il sert de nouveau en Italie. En 1806, il rejoint l’armée de Naples, et en 1807, celles de Prusse et de Pologne. 
Affecté à l’armée d’Espagne en 1808, il est promu colonel du 2e régiment d’infanterie légère le 7 avril 1809. Il combat à Buçaco le 27 septembre 1810, et il est blessé d’un coup de feu au genoux qui nécessite l’amputation de la jambe le 17 mars 1811. Il est créé baron de l’Empire le 2 août 1811.
Il meurt le 19 novembre 1811, à Valladolid.

## Dotation
- Dotation de 2 000 francs de rente annuelle sur les biens réservés en Trasimène le 15 août 1810.

## Armoiries
| Figure | Nom du baron et blasonnement |
| ------ | --- |
|        | Armes du baron Jean Joseph Merle et de l'Empire, décret du 15 avril 1810, lettres patentes du 2 août 1811, chevalier de la Légion d'honneur D'azur au chevron d'or, accompagné en chef de deux molettes, et en pointe d'un lion rampant, le tout d'argent, surmonté d'un comble d'or chargé de trois merlettes en fasce d'azur : franc-quartier des barons tirés de l'armée brochant au neuvième de l'écu. Livrées : les couleurs de l'écu . |

## Sources
- A. Lievyns, Jean Maurice Verdot, Pierre Bégat, Fastes de la Légion-d'honneur, biographie de tous les décorés accompagnée de l'histoire législative et réglementaire de l'ordre, Tome 4, Bureau de l’administration, 1844, 640 p. (lire en ligne), p. 386.
- « La noblesse d’Empire » (consulté le 12 juin 2017)
- Vicomte Révérend, Armorial du premier empire, tome 3, Honoré Champion, libraire, Paris, 2003, p. 228.
- Jean Tulard, Napoléon et la noblesse d'Empire, Tallandier, 2003, p. 381.
- Carnet de la sabretache: revue d'histoire militaire rétrospective, Volumes 1 à 10, Berger-Levrault et cie, Paris, 1906, p. 118.